# La Boucle de Georgetown, Colorado
Pour plus de détails, voir Fiche technique et Distribution.
La Boucle de Georgetown, Colorado est un film américain réalisé par un inconnu, sorti en 1903. La descente touristique date de 1884, après la quasi-désertion des mines d'argent, et existe encore aujourd'hui (en août-septembre) en tant qu'attraction vintage, proposée avec les mêmes locomotives à vapeur. 

## Synopsis
La caméra, installée sur une plateforme à l'arrière de quatre wagons, filme la descente vertigineuse et brinquebalante d'un train à voie étroite chargé de touristes, qui serpente dans les montagnes Rocheuses, de Georgetown (altitude 2600 m) à Silver Plume, des villes champignons de prospecteurs d'argent, 5 km de trajet pour une dénivellation de 200 mètres, deux boucles dont l'une croise la voie en empruntant un pont métallique, le Devil's Gate High Bridge, surplombant les rails que le train suivra quelques instants plus tard. Prévenus par l'opérateur, les touristes agitent joyeusement des mouchoirs aux fenêtres en direction de la caméra (donc du public).

## Fiche technique
- Titre original : The Georgetown Loop, Colorado
- Réalisation : inconnue
- Production : American Mutoscope and Biograph Company
- Durée : 3 min 04 s
- Date de sortie : 
  - États-Unis : 1903

## Analyse
Dans ce film, composé de deux plans, l'un de 1 min 20 s, l'autre de 1 min 40 s, apparaît un type de prise de vues cinématographique qui fleurira presque 40 ans plus tard (avec Orson Welles notamment) et deviendra à notre époque un effet de style employé par la plupart des cinéastes : le plan-séquence. En effet, l'opérateur a eu l'idée d'utiliser la trajectoire zigzagante du train pour exécuter durant la prise de vues des panoramiques qui montrent la vallée, ramènent le regard sur le train et ses joyeux touristes, puis repartent sur la montagne, reviennent sur le train qui est croisé par un autre train, quelques dizaines de mètres plus haut, sur le Devil's Gate High Bridge, puis reviennent enfin sur la vallée où l'on découvre Silver Plume, misérable bourgade faite de cabanes en bois. « En fait, ces deux plans sont des plans longs comportant des changements de cadrage pendant leur déroulement, ce qui est la définition même du plan-séquence. » dont ce film serait le précurseur.